# Mociu, Cluj
Mociu este satul de reședință al comunei cu același nume din județul Cluj, Transilvania, România.
În perioada interbelică, a fost sediul plășii omonime din județul Cluj de atunci.

## Personalități ale comunei
- Mircea Tomuș
- Simion Budușan (1888 - 1934), deputat în Marea Adunare Națională de la Alba Iulia 1918
- Ecaterina Moldovan (1874 - 1964),  deputat în Marea Adunare Națională de la Alba Iulia 1918